# Mathilda Cajdos

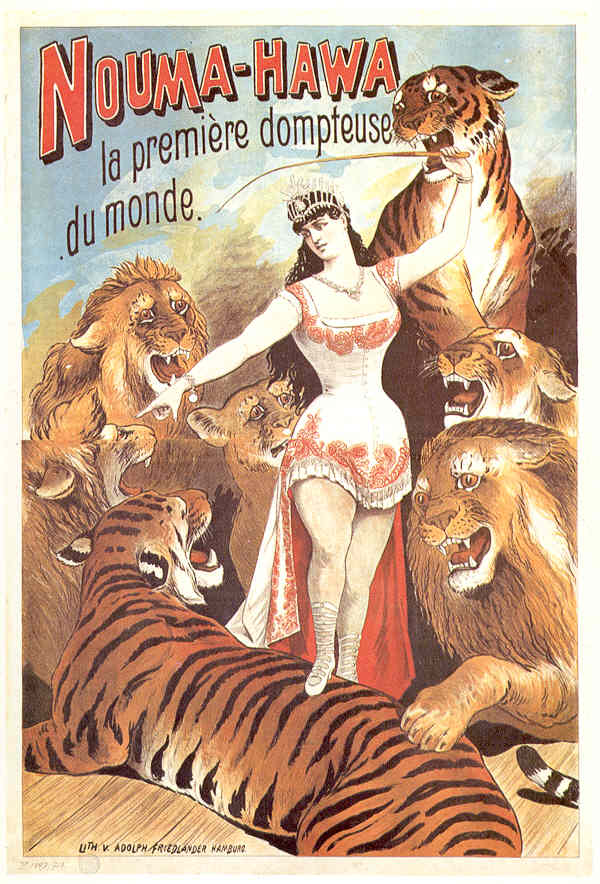
Princess Nouma-Hawa, ca 1889

Mathilda Cajdos (artistnamn Princess Nouma-Hawa), född januari 1877 i Baraolt (nuvarande Rumänien), död 18 december 1909 i Hot Springs (Arkansas), var en berömd ungersk amerikansk cirkusartist och djurtämjare i slutet på 1800-talet och början på 1900-talet.

## Biografi
Mathilda föddes i byn Baraolt vid den ungersk-rumänska gränsen. Hon var mycket kort till växten (ca 82 cm, 32 inches) och kring 1887 började turnera med olika cirkussällskap främst som ”Världens kortaste kvinna” men även som lejontämjare. I hennes föreställning ingick både sång- och dansnummer och hon behärskade såväl ungerska som engelska, franska och italienska.
Mathilda kom till USA 1902 med "Buffalo Bill's Wild West Show" efter cirkusens Europaturné.
1904 gifte hon sig i Los Angeles med cirkuskollegan Maurice Andrew Gowdy (1884-1961) från Shelbyville Indiana, Maurice var i motsats till henne mycket storvuxen (ca 194 cm, 6 feet, 4 inches). Samma år gick de på Europaturné med Buffalo Bill igen. 1908 turnerade paret med "Hagenbeck-Wallace Circus".
Mathilda dog den 18 dec 1909 på sjukhuset i Hot Springs i samband med dotterns förlossning, hon ligger begravd på Greenwoodkyrkogården i Garland County.